# Stignano
Stignano é uma comuna italiana da região da Calábria, província de Reggio Calabria, com cerca de 1.372 habitantes. Estende-se por uma área de 17 km², tendo uma densidade populacional de 81 hab/km². Faz fronteira com Camini, Caulonia, Pazzano, Placanica, Riace, Stilo.

## Demografia
| Variação demográfica do município entre 1861 e 2011                               |
|                                                                                   |
| Fonte: Istituto Nazionale di Statistica (ISTAT) - Elaboração gráfica da Wikipedia |